# Alas (película)
Wings (en español: Alas) es una película muda dramático-bélica estadounidense de 1927 ambientada durante la Primera Guerra Mundial. Producida por Lucien Hubbard, dirigida por William A. Wellman y lanzada por Paramount Pictures, cuenta con las actuaciones de Clara Bow, Charles "Buddy" Rogers, Richard Arlen y Gary Cooper, quien aparece en un pequeño papel que ayudó a lanzar su carrera en Hollywood.
El filme, con una historia de amor truncada por la guerra, fue reescrita por los guionistas Hope Loring y Louis D. Lighton de una historia de John Monk Saunders para agregar la participación de Bow, la estrella más importante de Paramount en ese momento. Wellman fue contratado ya que era el único director en Hollywood en ese momento que tenía experiencia como piloto de combate de la Primera Guerra Mundial, aunque Richard Arlen y John Monk Saunders también habían servido en la guerra como aviadores militares. La película fue rodada con un presupuesto de $2 millones de dólares ($28.850.173 en 2018) en Kelly Field en San Antonio, Texas, entre el 7 de septiembre de 1926 y el 7 de abril de 1927. Cientos de extras y unos 300 pilotos participaron en la filmación, incluyendo personal y aviones del Cuerpo Aéreo del Ejército de los Estados Unidos, que fueron traídos para la filmación y para proporcionar asistencia y supervisión. Wellman ensayó extensamente las escenas de la Batalla de Saint-Mihiel durante diez días con unos 3500 soldados de infantería en un campo de batalla hecho para la producción en el lugar. Aunque el elenco y el equipo tuvieron mucho tiempo libre durante el rodaje debido a las demoras climáticas, las condiciones de disparo fueron intensas, y Wellman con frecuencia entró en conflicto con los oficiales militares que ingresaron para supervisar la imagen.
Aclamada por su destreza técnica y su realismo después de su estreno, la película se convirtió en el patrón con el cual se mesuraron las películas de aviación futuras, principalmente a causa de sus secuencias de combate aéreo realistas. Pasó a ganar el primer Premio de la Academia a la mejor película en la primera ceremonia de premiación realizada en 1929, la única película muda en lograr tal honor (hito después logrado más de 80 años después por "El artista" en el 2011), además de otro a los mejores efectos de ingeniería para Roy Pomeroy. Wings fue uno de los primeros filmes en mostrar a dos hombres besándose, y también una de las primeras películas ampliamente difundidas que mostraron desnudos. En 1997, Wings fue seleccionado por la Biblioteca del Congreso de Estados Unidos para su preservación en el National Film Registry por ser "cultural, histórica o estéticamente significativa", y la película fue relanzada en los cines Cinemark coincidiendo con su 85° aniversario durante mayo de 2012. La película fue relanzada nuevamente para su 90° aniversario en 2017. El Archivo de Cine de la Academia conserva Wings desde 2002.
Pese a que la acción esté situada en el contexto temporal de la Primera Guerra Mundial, los personajes de los aviadores podrían asemejarse a caballeros medievales. La propuesta fílmica respecto a las escenas bélicas alcanza un nivel de detalle que podemos definir como inspirado en el estilo de King Vidor en El gran desfile.

## Trama
Jack Powell (Charles "Buddy" Rogers) y David Armstrong (Richard Arlen) viven en una misma pequeña ciudad estadounidense, y ambos compiten por las atenciones de Sylvia Lewis (Jobyna Ralston). Jack no se da cuenta de que su vecina Mary Preston (Clara Bow) está desesperadamente enamorada de él. Poco después, los dos jóvenes se alistan para convertirse en pilotos de combate en el Servicio Aéreo. Cuando se van al campo de entrenamiento, Jack cree erróneamente que Sylvia lo prefiere. Ella en realidad prefiere a David y le hace saber sus sentimientos, pero intentando no herir a Jack, no rechaza sus afectos.
Jack y David se alojan juntos. Su compañero de tienda es el Cadete White (Gary Cooper), pero muere prontamente luego de un accidente aéreo el mismo día. Sin desanimarse, los dos hombres soportan un riguroso período de entrenamiento, donde pasan de enemigos a mejores amigos. Al graduarse, son enviados a Francia para luchar contra los alemanes.
Mary se une al esfuerzo de guerra al convertirse en conductora de ambulancia. Más tarde se entera de la reputación de Jack como piloto, conocido como "La estrella fugaz" y se encuentra con él mientras está de licencia en París. Ella lo encuentra, pero él está demasiado borracho como para reconocerla. Ella lo acuesta, pero cuando dos policías militares irrumpen mientras cambia de un vestido prestado a su uniforme en la misma habitación, se ve obligada a renunciar y regresar a Estados Unidos.
El clímax de la historia viene con la épica batalla de Saint-Mihiel. David es derribado y se presume muerto. Sin embargo, sobrevive al aterrizaje forzoso, roba un biplano alemán y se dirige a las líneas aliadas. Por un trágico golpe de mala suerte, Jack ve el avión enemigo y, empeñado en vengar a su amigo, comienza un ataque. Él tiene éxito en derribar el avión y aterriza para recuperar un recuerdo de su victoria. La dueña de la casa donde ha caído el avión de David insta a Jack a acompañar al hombre moribundo, que yace en una mesa dentro del derruido hogar. Él acepta y se angustia cuando se da cuenta de lo que ha hecho. David lo consuela y antes de morir, perdona a su camarada.
Al final de la guerra, Jack regresa a casa con una gran bienvenida. Visita a los padres en duelo de David para devolver las pertenencias de su amigo. Durante la visita, él les pide perdón por haber causado la muerte de David. La señora Armstrong exculpa a Jack, culpando a la guerra del trágico del hecho. Más tarde, Jack se reúne con Mary y se da cuenta de que la ama.

## Reparto
- Clara Bow - Mary Preston

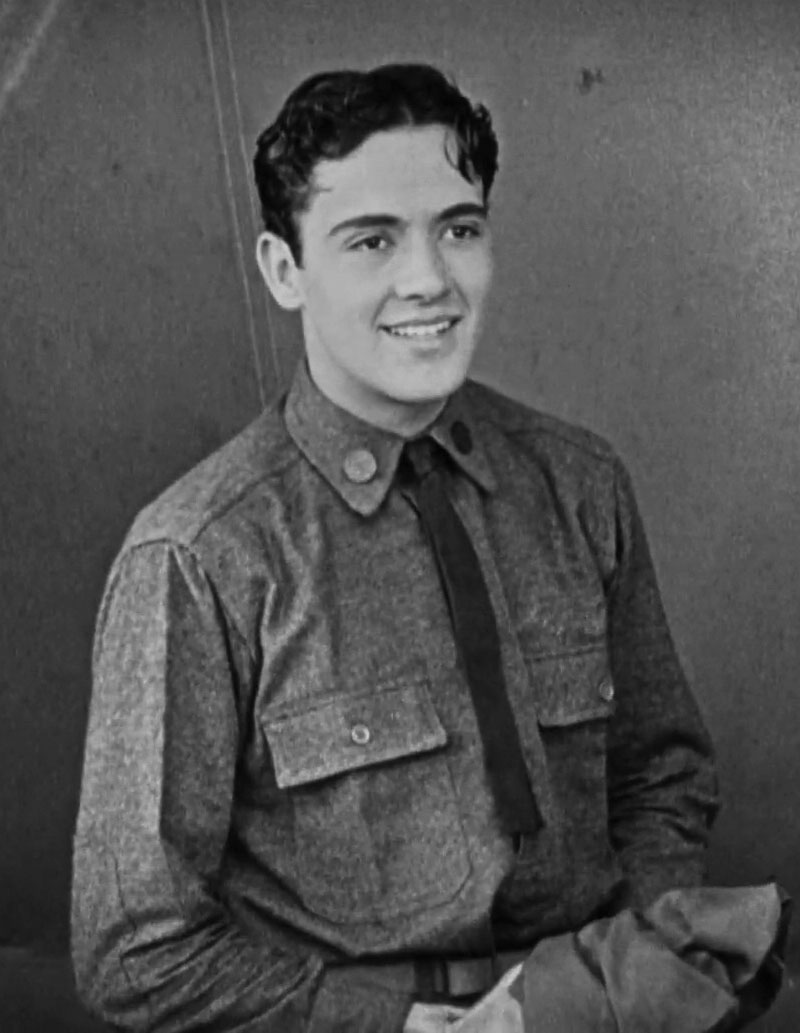
Charles "Buddy" Rogers como Jack Powell.
Fotograma del tráiler.

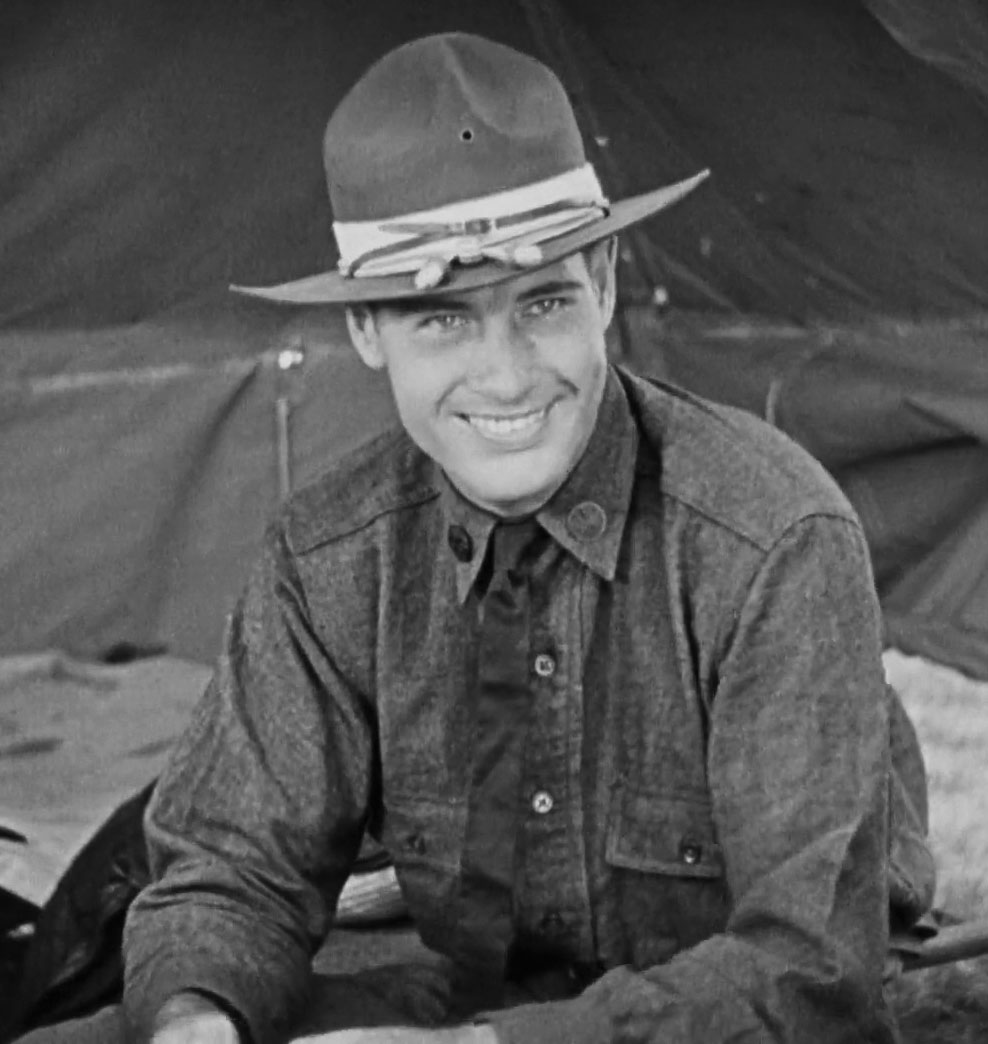
Richard Arlen como David Armstrong.
Fotograma del tráiler.

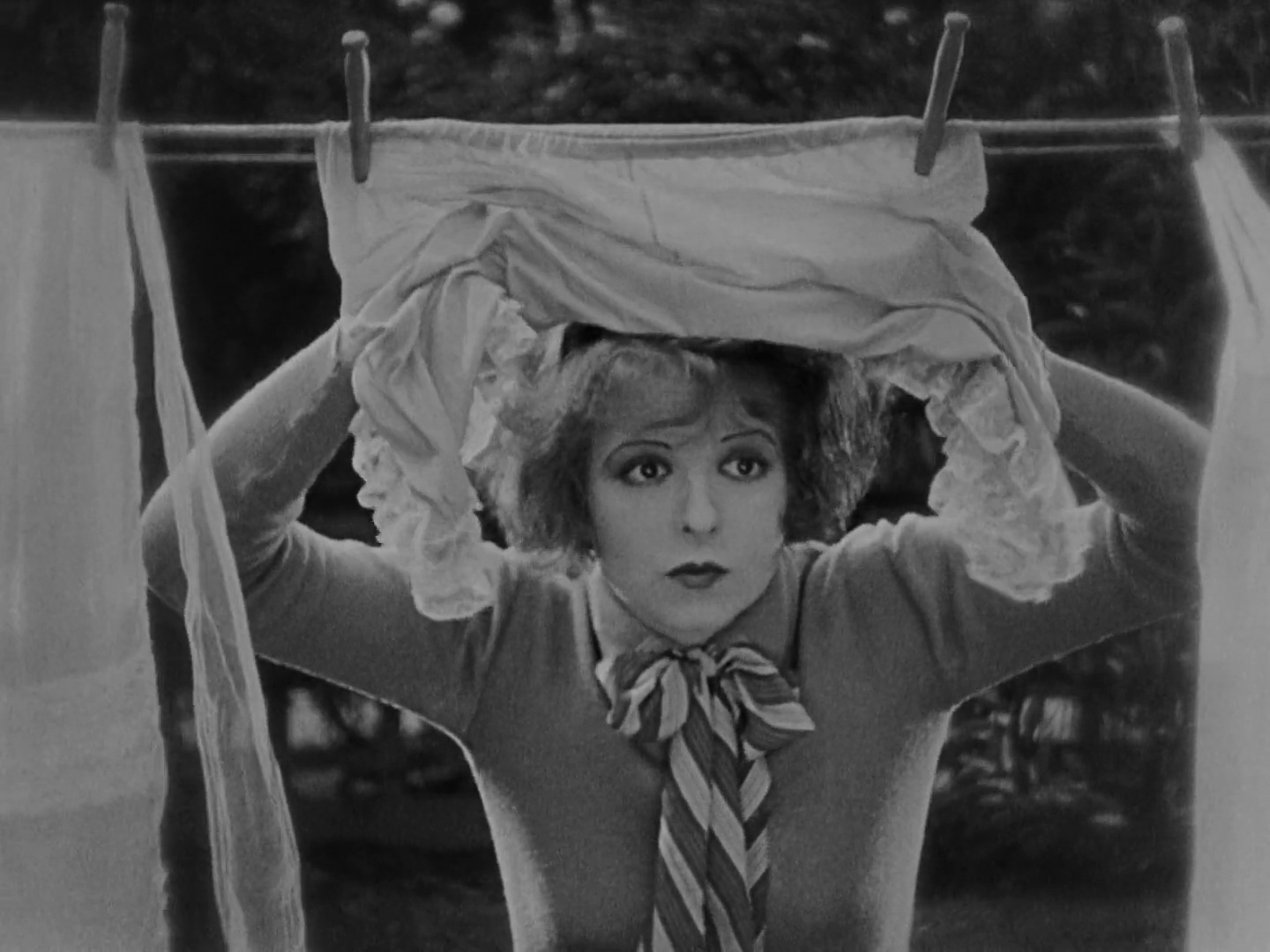
Clara Bow como Mary Preston.
Fotograma del tráiler.

- Charles "Buddy" Rogers - Jack Powell
- Richard Arlen - David Armstrong
- Gary Cooper - Cadete White
- Jobyna Ralston - Sylvia Lewis
- El Brendel - Herman Schwimpf
- Richard Tucker - Comandante aéreo
- Gunboat Smith - Sargento
- Roscoe Karns - Teniente Cameron
- Henry B. Walthall - Sr. Armstrong
- Julia Swayne Gordon - Sra. Armstrong
- Arlette Marchal - Celeste
- Hedda Hopper - Sra. Powell (sin acreditar)
- George Irving - Sr. Powell (sin acreditar)

## Producción

### Guion
La película fue escrita por Byron Morgan (autor de la historia original, sin acreditar), Louis D. Lighton y Hope Loring, editada y producida por Lucien Hubbard, dirigida por William A. Wellman y con una banda sonora orquestal de John Stepan Zamecnik, quien no fue acreditado. El guion original fue reescrito para dar cabida a Clara Bow, quien por entonces era la estrella más importante de Paramount; sin embargo, no estaba contenta con su parte:

Wings es (...) la imagen de un hombre y yo solo soy la crema batida encima del pastel.

Los productores Lucien Hubbard y Jesse L. Lasky contrataron al director Wellman ya que era el único director en Hollywood que, en ese momento, tenía experiencia como piloto de combate de la Primera Guerra Mundial, aunque tanto Richard Arlen como el escritor John Monk Saunders también habían servido en la guerra como aviadores militares. Arlen pudo hacer su propio vuelo en la película y Rogers, un no piloto, se sometió a entrenamiento de vuelo durante el curso de la producción, por lo que, al igual que Arlen, Rogers también podría filmarse en primer plano en el aire. Lucien Hubbard ofreció clases de vuelo a todos, y a pesar de la cantidad de aviones en el aire, solo se produjeron dos incidentes: uno involucró al piloto de especialistas Dick Grace, y el otro fue el accidente fatal de un piloto del Cuerpo Aéreo del Ejército. Wellman fue capaz de atraer el apoyo y la participación del Departamento de Guerra en el proyecto, y mostró considerable destreza y confianza al tratar con aviones y pilotos en la pantalla, sabiendo "exactamente lo que quería" y trayendo consigo una "actitud sensata" de acuerdo al historiador de cine militar Lawrence H. Suid.

### Rodaje

#### Secuencias aéreas
Wings se rodó y completó con un presupuesto de $2 millones de dólares en Kelly Field, San Antonio, Texas, entre septiembre de 1926 y abril de 1927. Las aeronaves exploradoras primarias que volaron en la película fueron Thomas-Morse MB-3 sustituyendo a los SPAD S.XIII de vuelo americano y Curtiss P-1 Hawk pintados con librea alemana. Desarrollar las técnicas necesarias para filmar los primeros planos de los pilotos en el aire y capturar la velocidad y el movimiento de los aviones en pantalla llevó tiempo, y se produjeron pocas imágenes utilizables en los primeros dos meses. Wellman pronto se dio cuenta de que Kelly Field no tenía la cantidad adecuada de aviones o pilotos habilidosos para realizar las maniobras aéreas necesarias, y tuvo que solicitar asistencia técnica y un suministro de aviones y pilotos de la capital. El Cuerpo Aéreo envió seis aviones y pilotos del Primer Grupo de Búsqueda estacionado en Selfridge Field cerca de Detroit, incluido el teniente segundo Clarence S. "Bill" Irvine, quien se convirtió en el consejero de Wellman. Irvine fue responsable de diseñar un sistema de cámara aerotransportada para proporcionar primeros planos y para la planificación de los combates aéreos, y cuando uno de los pilotos se rompió el cuello, actuó en una de las escenas de batalla.
Cientos de extras fueron traídos para tomar parte del rodaje, y unos 300 pilotos participaron en la filmación. Debido a que las batallas aéreas requerían tiempo ideal para las grabaciones, el equipo de producción tuvo que esperar en una ocasión durante 18 días consecutivos para las condiciones adecuadas en San Antonio. Siempre que era posible, Wellman intentaba capturar imágenes en el aire en contraste con las nubes en el fondo, por encima o en frente de los bancos de nubes para generar una sensación de velocidad y peligro.

(...) el movimiento en la pantalla es algo relativo: un caballo corre por el suelo o salta sobre tiradores o arroyos. Sabemos que va rápidamente debido a su relación con el suelo inmóvil.

Contra las nubes, Wellman permitió a los aviones "lanzarse unos contra otros", y "descender y desaparecer en las nubes", y dar a la audiencia la sensación de que los aviones dañados caían en picado. Durante la demora en el tiroteo aéreo, Wellman ensayó extensamente las escenas de la Batalla de Saint-Mihiel durante diez días con unos 3500 soldados de infantería. Un gran campo de batalla con trincheras y alambre de púas fue creado en el lugar para la filmación. Wellman se responsabilizó de las explosiones meticulosamente planificadas, detonándolas en el momento adecuado desde su panel de control. Según Peter Hopkinson, a al menos 20 jóvenes, incluido el camarógrafo William Clothier, se les dieron cámaras de mano para filmar "cualquier cosa" durante el rodaje.
Wellman con frecuencia entró en conflicto con los oficiales militares traídos para supervisar el rodaje, especialmente el comandante de infantería, a quien consideraba tenía "dos odios monumentales: volantes y gente del cine". Después de una discusión, Wellman replicó al comandante: "Eres un maldito idiota porque el gobierno me ha dicho que tienes que darme a todos tus hombres y hacer exactamente lo que quiero que hagas". Aunque Wellman prestó mucha atención a los detalles técnicos en el rodaje, usó autos y ropa del año durante la filmación, olvidándose de usar los de la Primera Guerra Mundial. Le tomó seis semanas editar completamente la película y prepararla para el estreno.

#### Elenco
Mientras que la mayoría de las producciones de Hollywood de la época tardaban poco más de un mes en filmarse, a Wings le tomó aproximadamente nueve meses completarse en total. Aunque Wellman estaba generando imágenes aéreas espectaculares y haciendo historia en el cine de Hollywood, Paramount expresó su preocupación por el costo de producción y la expansión del presupuesto. Enviaron un ejecutivo a San Antonio para quejarse con Wellman, quien rápidamente le dijo que tenía dos opciones: "Un viaje a casa o un viaje al hospital". Según el biógrafo Frank T. Thompson, Wellman se acercó al productor David O. Selznick con respecto a una situación contractual en la que le preguntaba qué debía hacer, a lo que Selznick respondió: "Solo mantén la boca cerrada. Los tienes donde duele". Otto Kahn, quien financió la producción, llegó al set mientras Wellman estaba filmando la secuencia de batalla de Saint-Mihiel, inadvertidamente interrumpió los tiempos de detonación de Wellman y causó la grave lesión de varios extras. Wellman ordenó alta y groseramente a Kahn que saliera del set. Esa noche, Kahn visitó a Wellman en su habitación de hotel, le dijo que estaba impresionado con su dirección y que podría tener todo lo que necesitara para terminar la película.
El elenco y el equipo tenían mucho tiempo libre entre secuencias de filmación, y según Wellman: "San Antonio se convirtió en el Armagedón de un magnífico Donnybrook sexual". Recordó que se quedaron en el Hotel Saint Anthony durante nueve meses y que cuando lo dejaron, todas las ascensoristas estaban embarazadas. También afirmó que Clara Bow flirteó abiertamente con los miembros del reparto masculino y varios de los pilotos que le correspondieron, a pesar de haberse comprometido con Victor Fleming el día después de llegar a San Antonio el 16 de septiembre de 1926. Gary Cooper, que apareció en un papel menor que ayudó a lanzar su carrera en Hollywood, comenzó una aventura tumultuosa durante la producción con Bow. Según los informes, Cooper le mostró a Howard Hughes el guion de la película y no le impresionó, considerando que el drama era "jabonoso", aunque le informó a Cooper que esperaba ver cómo Wellman lograría las secuencias aéreas. Bow detestaba fuertemente el vestuario que fue hecho para la película por el diseñador Travis Banton de Paramount , y se cortó los escotes y cortó las mangas de su ropa, para disgusto de Banton.

#### Escenas memorables

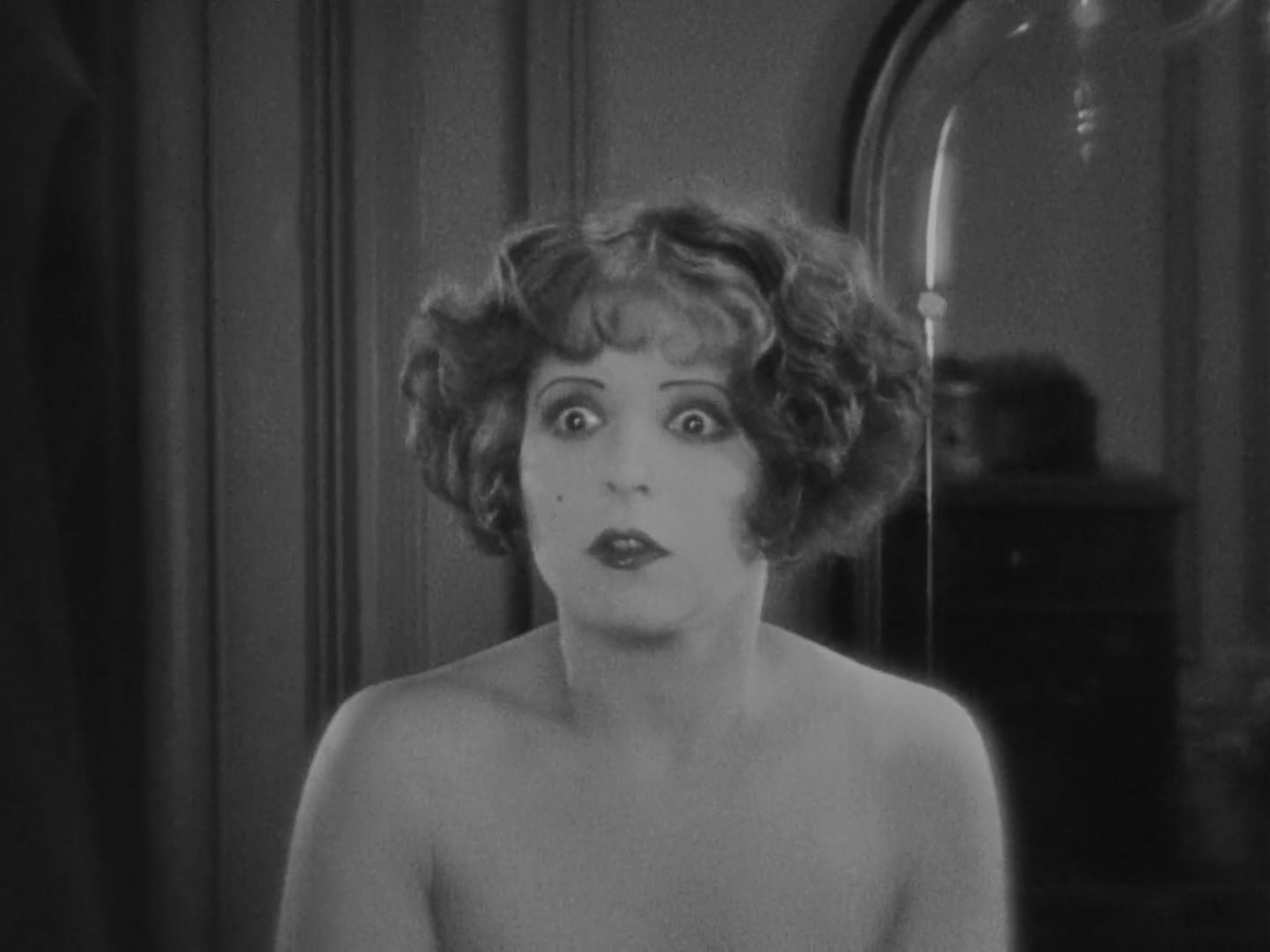
Wings sería una de las primeras películas con amplia difusión en mostrar imágenes de desnudos. En este fotograma del tráiler, se aprecia a Clara Bow en una de esas escenas.

Wings fue uno de los primeros filmes en mostrar a dos hombres besándose: cuando varios aviadores reciben medallas de un general francés y son ceremonialmente besados en sus cuellos, y en un momento fraternal entre Rogers y Arlen durante la escena en el lecho de muerte. Sobre el beso prolongado, Marcel Danesi afirma:

(...) realmente no fue un beso romántico, que reverberaba más con el amor desesperado entre dos queridos amigos que están a punto de separarse de la muerte (...). (...) inició inconscientemente el proceso de apertura de las rígidas actitudes morales de Estados Unidos en ese momento.

Wings es también una de las primeras películas ampliamente publicitadas en mostrar desnudos. Durante la escena en la oficina de alistamiento se aprecian hombres desnudos sometidos a exámenes físicos, detrás de una puerta que se abre y se cierra. Los senos de Bow se revelan por un segundo durante la escena del dormitorio de París cuando la policía militar irrumpe mientras se cambia de ropa. En la escena en la que Rogers se emborracha, la intoxicación mostrada en la pantalla era genuina, ya que a pesar de tener 22 años de edad, nunca antes había probado el licor, y rápidamente se emborrachó por beber champaña. Se construyó una aparejo especial con la cámara montada en una extensión para filmar la escena del Café de París.

## Estreno y recepción
Wellman dedicó la película "a esos jóvenes guerreros del cielo cuyas alas están dobladas sobre ellos para siempre". Un anticipo se mostró el 19 de mayo de 1927, en el Texas Theatre en Houston Street en San Antonio. El estreno se celebró en el Criterion Theatre, en la ciudad de Nueva York, el 12 de agosto de 1927, y se proyectó durante 63 semanas antes de ser trasladada a los cines de segunda categoría. El lanzamiento original de Paramount de Wings estaba teñido de color y tenía algunas secuencias en un proceso de pantalla panorámica conocido como Magnascopio, introducido por Paramount en 1924 y compuesto por una pantalla circular y varios proyectores que pretendían dar la impresión al público de estar rodeados por la acción, efecto que también fue utilizado en la película Old Ironsides de 1926, producida por Paramount. El estreno original también incluyó el proceso de color Handschiegl para las llamas y explosiones en las escenas aéreas. Además, algunas impresiones tenían efectos de sonido y música sincronizados, utilizando el proceso de sonido sobre película Kinegráfono de General Electric (más tarde, RCA Fotófono).
Wings se convirtió en un éxito inmediato tras su estreno y las sucesivas películas de aviación fueron realizadas con base en esta, en términos de "autenticidad del combate y alcance de la producción". Una de las razones de su resonante popularidad fue la obsesión pública con la aviación tras el vuelo transatlántico de Charles Lindbergh. El Cuerpo Aéreo que supervisó la producción expresó su satisfacción con el producto final. La respuesta crítica fue igualmente entusiasta y la película fue ampliamente elogiada por su realismo y destreza técnica, a pesar de una trama superficial, "un picnic de aviación", como lo llamó Gene Brown. Las escenas de combate de la película eran tan realistas que un escritor que estudiaba la película a principios de la década de 1970 se preguntaba si Wellman había utilizado imágenes reales de aviones que caían a tierra de la Primera Guerra Mundial. Un crítico observó: "La calidad excepcional de Wings radica en su atractivo como un espectáculo y como una imagen de al menos algunas de las realidades de volar en condiciones de guerra". Otro escribió: "Nada en la línea de las imágenes de guerra ha empaquetado una mayor proporción de emociones reales en un metraje igual. Como espectáculo, Wings es un triunfo técnico. Apila golpe a golpe hasta que el espectador está casi nerviosamente exhausto". Mordaunt Hall de The New York Times elogió la cinematografía de las escenas de vuelo y la dirección y actuación de todo el elenco en su crítica fechada el 13 de agosto de 1927. Hall solo nota dos críticas negativas: una ligera sobre la actuación de Richard Arlen y la final, que describió así: "Como tantas historias de la pantalla, demasiado sentimentales, y hay mucho más de lo que uno quiere".

### Reconocimientos

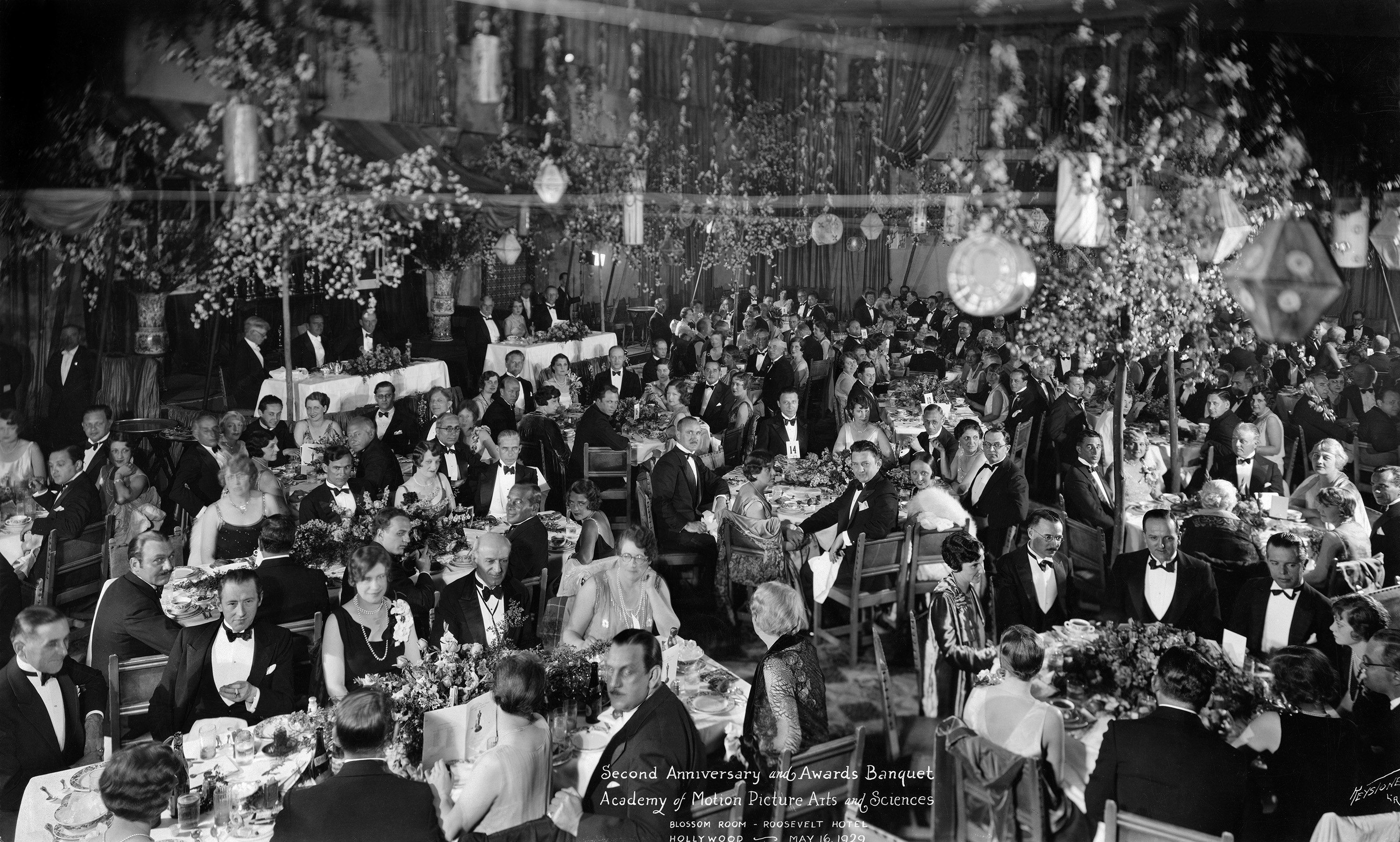
Primera ceremonia de los Premios de la Academia. Fotografía del 16 de mayo de 1929.

El 16 de mayo de 1929, la 1.ª ceremonia de entrega de los Premios de la Academia se llevó a cabo en el Hollywood Roosevelt Hotel en Hollywood para honrar los logros cinematográficos sobresalientes de los años 1927 y 1928. Wings fue la primera película en ganar el premio a la mejor película (galardón entonces conocido como «Película sobresaliente»), además de ganar el premio a los mejores efectos de ingeniería para Roy Pomeroy, entregado por única vez esa noche. Sin embargo, se consideró como la ganadora más importante a la película Amanecer, la cual ganó el premio a la «mejor calidad artística de producción». Al año siguiente, la Academia abandonó aquel galardón y decidió retroactivamente que el premio ganado por Wings era el mayor honor que se otorgaría. La estatuilla fue presentada por Douglas Fairbanks a Clara Bow en nombre de los productores, Adolph Zukor y B. P. Schulberg.
| Premio        | Año       | Categoría                     | Receptor                           | Resultado |
| ------------- | --------- | ----------------------------- | ---------------------------------- | --------- |
| Premios Óscar | 1927-1928 | Película sobresaliente        | Paramount Famous Lasky Corporation | Ganadora  |
| Premios Óscar | 1927-1928 | Mejores efectos de ingeniería | Roy Pomeroy                        | Ganador   |

## Legado

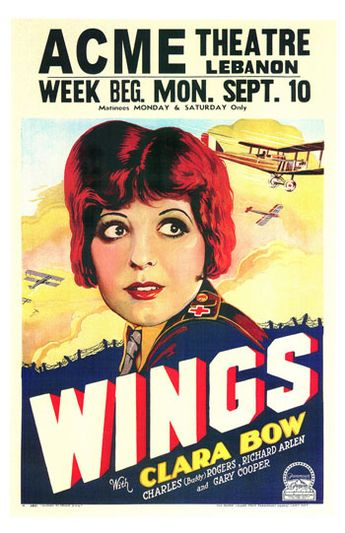
Póster de la película, destacando la participación de Clara Bow que, por entonces, era la más famosa estrella femenina de Paramount.

Durante muchos años, Wings se consideró una película perdida, hasta 1992, cuando se encontró una copia impresa en el archivo cinematográfico de la Cinémathèque Française en París y se copió rápidamente de la película de nitrato a una película de seguridad (de acetato de celulosa). Se exhibió nuevamente en cines, incluyendo algunos donde la película fue acompañada por órganos de tubos Wurlitzer.
En retrospectiva, el estudioso de cine Scott Eyman en su libro de 1997 The Speed of Sound: Hollywood and the Talkie Revolution 1926-1930 destaca tanto la estructura diversa como los aspectos adaptados de Wings en ese período de transición en la cinematografía estadounidense:

Irónicamente, un espectáculo silencioso del mercado de masas como Wings de William Wellman presenta sin esfuerzo una variedad visual mucho más amplia que la que han ofrecido las películas estadounidenses tradicionales: muestra cambios del realismo brutal a técnicas no realistas asociadas con el cine soviético avant-garde o impresionista francés: exposiciones dobles, subjetivas capturas de punto de vista, efectos de truco, ilustraciones simbólicas en los intertítulos, etc.

En 1997, la Biblioteca del Congreso de Estados Unidos seleccionó a Wings para su conservación en el National Film Registry por ser "cultural, histórica o estéticamente significativa". En 2006, el hijo del director Wellman, William Wellman Jr., lanzó un libro sobre la película y la participación de su padre en la realización de esta, titulado The Man and His Wings: William A. Wellman and the Making of the First Best Picture.
La película fue el foco de un episodio de la serie de televisión Petticoat Junction, emitido originalmente el 9 de noviembre de 1968. En este, Arlen y Rogers debían aparecer durante la apertura de la película en uno de los cines locales en 1928. Optaron por asistir a la proyección realizada en Nueva York, que se celebró la misma noche. El tío Joe, uno de los personajes de la serie, escribe una carta reprendiendo a la pareja por haber abandonado la ciudad. Para expiar y generar publicidad, acuerdan asistir a una segunda apertura, 40 años después. Este episodio presenta clips reales de la película.
Arlen y Rogers también aparecieron juntos como ellos mismos en un episodio de The Lucy Show del 18 de diciembre de 1967, titulado "Lucy and Carol Burnett: Part 2". Se presentan como las estrellas de Wings en una ceremonia para conmemorar la graduación de Lucille Ball y Carol Burnett del entrenamiento de azafatas. Aparecen en el escenario debajo de fotogramas tomados de la película, y más tarde en la ceremonia protagonizan un musical con Ball y Burnett, como dos pilotos de la Primera Guerra Mundial.

## Restauración
A medida que se perdieron los negativos originales, lo más cercano a una impresión original era un negativo adicional almacenado en las bóvedas de Paramount. Sufriendo de deterioros y defectos, el negativo fue completamente restaurado con tecnología moderna. Para la versión restaurada de Wings, la banda sonora original fue re-orquestada. Los efectos de sonido se recrearon en Skywalker Sound utilizando pistas de audio archivadas. Las escenas que utilizan el proceso de color Handschiegl también se recrearon para la versión restaurada.
En 1996, Paramount lanzó la película en VHS. En 2012, la compañía estrenó una versión "meticulosamente restaurada" en DVD y Blu-ray. La versión remasterizada en alta definición coincidió con el aniversario del centenario de Paramount. Los días 2 y 16 de mayo de 2012, se realizó un relanzamiento limitado exclusivamente en cines seleccionados de Cinemark dos veces al día para coincidir con el 85.º aniversario del filme. Además, recibió un lanzamiento limitado a nivel mundial para la celebración de su 90.º aniversario.